# The voice of Holland (seizoen 12)
Het twaalfde seizoen van The voice of Holland, een Nederlandse talentenjacht, werd vanaf 7 januari 2022 uitgezonden door RTL 4. De presentatie lag ook dit seizoen weer in handen van Martijn Krabbé en Chantal Janzen. De coaches waren Ali B, Anouk, Glennis Grace en Waylon. Nieuw dit seizoen was The Voice: Comeback Stage, uitgezonden via de betaalzender Videoland, waarin Maan en Typhoon een aantal talenten een tweede kans boden.
Op 15 januari 2022, na twee uitzendingen, stopte RTL per direct met het uitzenden van het seizoen in verband met beschuldigingen van seksueel grensoverschrijdend gedrag en machtsmisbruik.

## Coaches
Ali B, Anouk en Waylon namen ook in het twaalfde seizoen van The voice of Holland plaats in de rode stoelen als coach. Jan Smit, coach in seizoen elf, werd vervangen door zangeres Glennis Grace. Daarnaast waren er twee backstage-coaches actief, Typhoon en Maan. Zij boden enkele talenten een tweede kans waarvoor niet gedraaid wordt tijdens The Blind Auditions of die vroegtijdig geëlimineerd zouden worden in latere rondes. Bij de start van de liveshows zou het team van Typhoon en Maan zich bij de andere vier teams voegen.

## Presentatie
De presentatie was in handen van Martijn Krabbé en Chantal Janzen. Jamai Loman was aangetrokken om talenten te verrassen met de mededeling dat zij deel mochten nemen aan het programma en presenteerde ook de wekelijkse podcast.

## The Blind Auditions
Voor de Blind Auditions krijgt iedere kandidaat een liedje toegewezen en heeft daarmee op het podium twee minuten de tijd om de jury voor zich te winnen. Vier coaches zitten in een stoel met hun rug naar de kandidaten toe en worden naar het schijnt beoordeeld op basis van hun zangkwaliteiten. Door het met een rode knop laten draaien van de stoel kon een coach aangeven het talent in diens team te willen en kon deze het optreden verder zien. Bij meer interesse was het aan de kandidaat om een keuze voor een coach te maken.

## The Voice: Comeback Stage
In The Voice: Comeback Stage streden talenten die een tweede kans hebben gekregen voor een plekje op de hotseats. Tijdens The Blind Auditions keken Maan en Typhoon mee met de show. Als de reguliere coaches niet draaiden konden zij inspringen om het talent een tweede kans te bieden. Ook in andere rondes, zoals The Battles en The Knockouts, zouden talenten een tweede kans kunnen verdienen. Uiteindelijk zouden deze tegen elkaar strijden in een losse competitie en zouden er slechts twee terug mogen keren naar de Liveshows.

## Programma opgeschort
Op 15 januari 2022, na twee uitzendingen, stopte RTL per direct met het uitzenden van het seizoen in verband met beschuldigingen van seksueel grensoverschrijdend gedrag en machtsmisbruik achter de schermen, die aan het licht waren gekomen naar aanleiding van vooronderzoek door Tim Hofman van het online BNNVARA-programma BOOS. De meeste afleveringen van seizoen 12 waren toen al opgenomen. Producent ITV (voorheen Talpa) gaf aan een onafhankelijk onderzoek uit te laten voeren naar aanleiding van de beschuldigingen Vrijwel direct daaropvolgend erkende bandleider Jeroen Rietbergen (inmiddels ex-schoonbroer van mediamagnaat John de Mol) dat hij zich schuldig zou hebben gemaakt aan seksueel grensoverschrijdend gedrag en machtsmisbruik en nam ontslag bij het programma. Eén dag later liet Anouk weten dat ze niet meer zou terugkeren als coach. In dezelfde week zette het programma de samenwerking met Ali B stop na een tweede aangifte tegen hem wegens zedenfeiten. De reeds uitgezonden afleveringen werden offline gehaald.   
De aflevering, BOOS: This is The Voice, werd op 20 januari 2022 gepubliceerd op het YouTubekanaal van het programma. In de aflevering delen meerdere vrouwelijke deelnemers en (oud-)medewerkers van The voice of Holland hun verhaal en worden beschuldigingen van seksueel grensoverschrijdend gedrag en machtsmisbruik geuit aan het adres van inmiddels voormalig bandleider Jeroen Rietbergen, oud-coach Marco Borsato, coach Ali B en regisseur van The voice of Holland Martijn N. In de week erna werd er door meerdere vrouwen aangifte gedaan bij het Openbaar Ministerie (OM) tegen de vier The Voice-prominenten wegens seksueel grensoverschrijdend gedrag en in het geval van Ali B ook voor verkrachting.  
Op 3 februari 2022, na meerdere verzoeken van kandidaten, maakte ITV bekend dat de contracten met alle deelnemers van The Voice werden versoepeld. Kandidaten mochten weer optreden en muziek uitbrengen. Ze mochten de naam van het programma niet gebruiken voor promotie. De in het contract opgenomen geheimhoudingsverklaring bleef gelden, voor het geval het vervolg van het seizoen later nog werd uitgezonden.
Tegen regisseur Martijn N. werd, in de eerste weken na de BOOS-publicatie, twee keer aangifte gedaan wegens aanranding. Het OM maakte op 22 november 2022 bekend de regisseur niet te vervolgen, wegens gebrek aan ondersteunend bewijs.
Het OM maakte op 14 maart 2023 bekend Ali B en Jeroen Rietbergen te vervolgen wegens verkrachting. De zaak tegen Marco Borsato die gelinkt was aan The voice of Holland werd geseponeerd wegens onvoldoende bewijs.